# 梧棲交流道
梧棲交流道位於臺灣臺中市梧棲區，為臺灣台61線指標154公里處的交流道。交流道型式為分離式鑽石型，在2009年12月7日通車，可由臺灣大道通往臺中港和沙鹿區。四處匝道之間有加油站及三間便利商店，為西部濱海快速公路少數可替代休息站的交流道。
需特別注意由於臺中港興建，梧棲漁港已於1984年5月搬遷至臺中港北堤，建議由清水交流道前往。
|  | 154 梧棲 |  | 沙鹿 梧棲 台中港 |

## 周邊設施
- 臺中港（海港聯合辦公大樓）
- 童綜合醫院（梧棲院區）
- MITSUI OUTLET PARK 台中港[2]

## 外部連結
- 台61線梧棲交流道示意圖 （页面存档备份，存于）（交通部公路總局）